# Franz Eirenschmalz
Franz Eirenschmalz, född 20 oktober 1901 i München, var en tysk arkitekt och officer i Schutzstaffel (SS). 

## Biografi
Eirenschmalz var under andra världskriget chef för avdelning C:VI (Byggnadsunderhåll) inom SS-Wirtschafts- und Verwaltungshauptamt (SS-WVHA) och ansvarig för uppförande och underhåll av gaskammare i bland annat Auschwitz-Birkenau.
Vid SS-WVHA-rättegången år 1947 dömdes Eirenschmalz till döden genom hängning, men straffet omvandlades till nio års fängelse. Han frigavs dock redan i maj 1951.